# Ben Loory
Ben Loory (Dover, 11 luglio 1971) è uno scrittore statunitense.
Il suo primo libro, una raccolta intitolata Stories for Nighttime and Some for the Day, è stato pubblicato da Penguin Books il 26 luglio 2011. È stato scelto nella selezione attuale del Discover Great New Writers Program indetto da Barnes & Noble ed era nella selezione di agosto del Starbuck Coffee Bookish Reading Club.
I lavori di Loory sono apparsi anche in numerose riviste letterarie, incluso il Gargoyle Magazine, Quick Fiction, Keyhole Quarterly, e la Antioch Review. Il suo racconto The TV è stato pubblicato sul The New Yorker nel numero del 12 aprile 2010 insieme a una sua intervista.
Loory si è laureato ad Harvard con lode nel 1993 in Visual & Environmental Studies e in Screenwriting all'American Film Institute nel 1996. Come screenwriter ha lavorato per Jodie Foster, Alex Proyas e Mark Johnson. È un membro della Writers Guild of America, West, della Association of Writers & Writing Programs, della Science Fiction and Fantasy Writers of America e della Horror Writers Association.
Loory è anche un musicista. Era un membro dei Soda & his Million Piece Band, in cui suonava il mandolino e il sassofono baritono. La loro musica è stata usata nella colonna sonora del film Waitress - Ricette d'amore (2007), diretto da Adrienne Shelly.
Inoltre Loory scrive per la rivista online The Nervous Breakdown.